# Салфер-Спрингс (Арканзас)
Салфер-Спрингс (англ. Sulphur Springs, Arkansas) — город, расположенный в округе Бентон (штат Арканзас, США) с населением в 671 человек по статистическим данным переписи 2000 года.

## География
По данным Бюро переписи населения США город Салфер-Спрингс имеет общую площадь в 2,59 квадратных километров, водных ресурсов в черте населённого пункта не имеется.
Город Салфер-Спрингс расположен на высоте 277 метров над уровнем моря.

## Демография
По данным переписи населения 2000 года в Салфер-Спрингсе проживало 671 человек, 160 семей, насчитывалось 229 домашних хозяйств и 279 жилых домов. Средняя плотность населения составляла около 258 человек на один квадратный километр. Расовый состав Салфер-Спрингса по данным переписи распределился следующим образом: 86,74 % белых, 2,24 % — чёрных или афроамериканцев, 0,89 % — коренных американцев, 0,30 % — азиатов, 2,68 % — представителей смешанных рас, 7,15 % — других народностей. Испаноговорящие составили 16,69 % от всех жителей города.
Из 229 домашних хозяйств в 40,2 % — воспитывали детей в возрасте до 18 лет, 52,4 % представляли собой совместно проживающие супружеские пары, в 11,4 % семей женщины проживали без мужей, 29,7 % не имели семей. 24,0 % от общего числа семей на момент переписи жили самостоятельно, при этом 12,2 % составили одинокие пожилые люди в возрасте 65 лет и старше. Средний размер домашнего хозяйства составил 2,93 человек, а средний размер семьи — 3,45 человек.
Население города по возрастному диапазону по данным переписи 2000 года распределилось следующим образом: 32,8 % — жители младше 18 лет, 9,2 % — между 18 и 24 годами, 27,6 % — от 25 до 44 лет, 18,9 % — от 45 до 64 лет и 11,5 % — в возрасте 65 лет и старше. Средний возраст жителей составил 30 лет. На каждые 100 женщин в Салфер-Спрингсе приходилось 95,1 мужчин, при этом на каждые сто женщин 18 лет и старше приходилось 90,3 мужчин также старше 18 лет.
Средний доход на одно домашнее хозяйство в городе составил 25 536 долларов США, а средний доход на одну семью — 29 844 доллара. При этом мужчины имели средний доход в 21 354 доллара США в год против 19 000 долларов среднегодового дохода у женщин. Доход на душу населения в городе составил 9542 доллара в год. 20,0 % от всего числа семей в округе и 25,8 % от всей численности населения находилось на момент переписи населения за чертой бедности, при этом 30,2 % из них были моложе 18 лет и 10,0 % — в возрасте 65 лет и старше.